# River: The Joni Letters

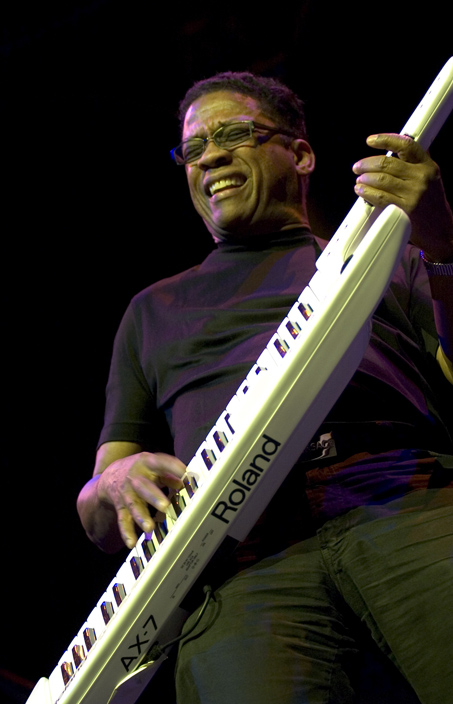
Herbie Hancock, 2006

River: The Joni Letters ist das 47. Studioalbum von Herbie Hancock. Es erschien am 25. September 2007 bei Verve Records.
Das Tributealbum ist eine Hommage an Joni Mitchell, eine langjährige Kollegin und Freundin von Hancock und Produzent Larry Klein. Sowohl Hancock als auch Saxophonist Wayne Shorter haben vorher bereits bei Mitchell auf dem 1979er Jazz-Album Mingus mitgewirkt. Hancock auch auf Both Sides, Now.
Produzent Larry Klein spielte Bassgitarre und war für die technische Ausführung verantwortlich; er hatte früher mehrere von Joni Mitchells Alben ko-produziert und war auch 1982–1994 mit Mitchell verheiratet.

## Gast-Vokalisten
Hancock konnte für die Mitarbeit an River mit Joni Mitchell, Leonard Cohen, Tina Turner, Norah Jones, Corinne Bailey Rae und Luciana Souza Musiker gewinnen, die mit ihren unterschiedlichen Stimmen das Album prägen.
Tina Turners stimmliche Leistung auf Edith and the Kingpin ist eine der besten Darbietungen seit ihren Tagen mit Ike.
Auch die 1979 geborene britische Soulsängerin Corinne Bailey Rae steuert ihre Stimme in dem Song River bei.
The Jungle Line wird von Leonard Cohen in seinem typischen Sprechgesang vorgebracht. In Amelia singt Jazz-Vokalistin Luciana Souza.
Inmitten aller Interpretationen singt Mitchell selbst den Song Tea Leaf Prophecy als jazzigen Beitrag; Mitchell singt es in freier Gedichtform, während Hancock und die Band sich mit ihr und um sie bewegen, ergänzt durch je ein Solo von Wayne Shorter und Hancock.

## Titelliste
1. Court and Spark – (mit Norah Jones)
2. Edith and the Kingpin – (mit Tina Turner)
3. Both Sides, Now
4. River – (mit Corinne Bailey Rae)
5. Sweet Bird
6. The Tea Leaf Prophecy (Lay Down Your Arms) – (mit Joni Mitchell)
7. Solitude (Duke Ellington)
8. Amelia – (mit Luciana Souza)
9. Nefertiti (Wayne Shorter)
10. The Jungle Line – (mit Leonard Cohen)

### Bonustitel
Die Amazon-Exklusiv-Fassung des Albums bringt zwei Bonus-Titel:
1. All I Want – 4:15 (mit Sonya Kitchell)
2. A Case of You – 7:36

Die iTunes-Store-Ausgabe bringt zwei Bonus-Titel:
1. A Case of You (Short Version)
2. All I Want

Die iTunes-Store-Ausgabe "Expanded Edition" bringt vier Bonus-Titel:
1. A Case of You – 7:52
2. All I Want – 4:15
3. Harlem in Havana – 8:15
4. I Had a King – 8:35

## Rezeption

### Preise
Am 11. Februar 2008 wurde das Werk als „Album des Jahres“ bei der 50. jährlichen Grammy-Verleihung ausgezeichnet. Hancock stand in dieser Kategorie im Wettbewerb mit Kanye West, den Foo Fighters, Amy Winehouse und Vince Gill.

### Charts und Chartplatzierungen
River: The Joni Letters erreichte in Deutschland Rang 54 der Albumcharts und platzierte sich drei Wochen in den Top 100. Für Hancock war es nach Future Shock und Possibilities der dritte Charterfolg in den deutschen Albumcharts. In den deutschen Jazzcharts platzierte sich das Album in der Monatsausgabe vom Oktober 2007 an der Chartspitze, wo es nach elf Monaten Männersachen von Roger Cicero verdrängen konnte. Er war der erste US-Amerikaner, der sich an der Spitze der deutschen Jazzcharts platzieren konnte. Darüber hinaus erreichte das Album Rang 67 in Österreich, Rang 61 in der Schweiz sowie Rang fünf in den US-amerikanischen Billboard 200. Wie in Deutschland platzierte sich das Album auch an der Chartspitze der US-amerikanischen Jazzcharts.